# Princípio de Cavalieri

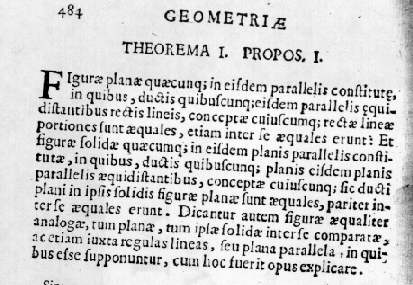
Trecho do Geometria indivisibilibus continuorum nova quadam ratione promota (Teorema I. Proposição I.).

O princípio de Cavalieri (a base do método dos indivisíveis) refere-se às seguintes duas proposições em geometria:
"Dadas duas regiões planas incluídas entre um par de retas paralelas, se toda reta paralela ao par de retas e que intersecta as regiões o faz em segmentos cujos comprimentos estão sempre na mesma razão, então as áreas das regiões também estão nessa mesma razão."
E a proposição análoga para sólidos:
"Dados dois sólidos incluídos entre um par de planos paralelos, se todo plano paralelo ao par de planos e que intersecta os sólidos o faz em seções cujas áreas estão sempre na mesma razão, então os volumes dos sólidos também estão nessa mesma razão."

O Princípio de Cavalieri pode ser usado para se deduzir uma fórmula para o volume da esfera.

## História
Apesar do princípio levar o nome de Cavalieri, ele já era conhecido dos gregos antigos, tendo sido utilizado por Arquimedes, que relatou que ele já tinha sido empregado ainda antes por Eudoxo e Demócrito quando calcularam o volume de um cone.
Matemático italiano, Bonaventura Cavalieri, século XVI, discípulo de Galilleu, foi considerado o autor do método capaz de achar áreas e volumes de sólidos com maior facilidade.
A principal ideia é que mesmo com o formato geométrico modificado ,a não ser quando perde ou ganha massa,o volume permanecerá o mesmo, essa é a principal ideia para o Princípio de Cavalieri.

## Definição
Podendo ser utilizado de forma axiomática, este princípio pode ser compreendido supondo-se dois sólidos {\displaystyle \mathrm {A} } e {\displaystyle \mathrm {B} } em um plano horizontal {\displaystyle \alpha }e um plano paralelo a {\displaystyle \alpha }, que seria , {\displaystyle \alpha '} de forma que ambos os planos cortem os sólidos em secções de mesma área para cada corte dado.Pelo princípio de Cavalieri é afirmado  que o volume do sólido {\displaystyle \mathrm {A} } é igual ao volume do sólido {\displaystyle \mathrm {B} }.
Considerando que os sólidos {\displaystyle \mathrm {A} } e  {\displaystyle \mathrm {B} } sejam fatiados com o  igual número de fatias contando, todas, a mesma altura e secções de mesma área, assim terão, aproximadamente o mesmo volume. Quanto mais fina as fatias, maior será a aproximação.

## Volume do Cilindro ( Princípio de Cavalieri)
Sólidos geométricos, os cilindros e os prismas em qualquer secção feita por um plano paralelo à base, será compreendida uma figura plana congruente a base.
Suponha-se um plano {\displaystyle \alpha '} paralelo ao plano {\displaystyle \alpha } que contém bases de um cilindro e paralelepípedo.O corte feito por {\displaystyle \alpha '} determina em ambos os sólidos figuras  congruentes às suas bases, isto é com áreas iguais.
{\displaystyle A_{1}}: Corte feito pelo plano {\displaystyle \alpha '} no paralelepípedo;
{\displaystyle \mathrm {A} }: Base do paralelepípedo no plano {\displaystyle \alpha };
{\displaystyle A_{2}}:Corte feito pelo plano {\displaystyle \alpha '} no cilindro;
{\displaystyle \mathrm {A} }: Base do cilindro no plano {\displaystyle \alpha }.
Sabendo que {\displaystyle A_{p}}(área do paralelepípedo) = {\displaystyle A_{c}}( área do cilindro),temos que  {\displaystyle A_{1}}= {\displaystyle \mathrm {A} } e  {\displaystyle A_{2}}={\displaystyle \mathrm {A} }. Sabendo que a base do paralelepípedo possui base igual ao do cilindro, denominada de {\displaystyle \mathrm {A} }.
Como {\displaystyle A_{1}}={\displaystyle \mathrm {A} }={\displaystyle A_{2}}, com o uso do Princípio de Cavalieri, temos que:

{\displaystyle V_{p}}( Volume do paralelepípedo)= {\displaystyle A_{B}}(área da base){\displaystyle \times }{\displaystyle \mathrm {h} }(altura)={\displaystyle V_{c}}(volume do cilindro)
Portanto:
{\displaystyle V_{c}}= {\displaystyle A_{B}}{\displaystyle \times }{\displaystyle \mathrm {h} }
O mesmo é aplicado ao prisma: 
{\displaystyle V_{p}}(volume do prisma)={\displaystyle A_{B}}{\displaystyle \times }{\displaystyle \mathrm {h} }

## Volume da Esfera (Princípio de Cavalieri)
Consideremos uma esfera {\displaystyle E} de centro {\displaystyle C_{1}} e raio {\displaystyle R}, delimitada pelos planos {\displaystyle \alpha }e {\displaystyle \beta } , paralelos entre si e tangentes à esfera.
Consideremos ainda o plano {\displaystyle \gamma } entre os planos {\displaystyle \alpha }e {\displaystyle \beta }, paralelo a ambos. A intersecção entre o plano {\displaystyle \gamma } e a esfera produzirá uma secção transversal, no formato de um círculo, de centro {\displaystyle C_{2}}  e raio {\displaystyle r_{1}}.
Denotemos por {\displaystyle d} a distância entre o centro da esfera, {\displaystyle C_{1}} e centro da secção transversal, {\displaystyle C_{2}}.
Construamos o ponto {\displaystyle A}, na intersecção da secção transversal com o plano {\displaystyle \gamma }. Ao traçarmos um segmento com extremos em {\displaystyle C_{1}} e A, a medida desse segmento será igual a R. Teremos, então, o triângulo de vértices {\displaystyle C_{1}C_{2}A}, retângulo em {\displaystyle C_{2}}, com hipotenusa medindo {\displaystyle R} e catetos medindo respectivamente {\displaystyle d} e {\displaystyle r_{1}}.
Aplicando o Teorema de Pitágoras temos  {\displaystyle R^{2}={r_{1}}^{2}+d^{2}}que podemos reescrever  como {\displaystyle {r_{1}}^{2}=R^{2}-d^{2}}.
Por outro lado, a área da seção será dada por {\displaystyle {A_{S}}_{1}=\pi {r_{1}}^{2}}. Substituindo o valor de {\displaystyle {r_{1}}^{2}}encontrado acima, temos {\displaystyle {A_{S}}_{1}=\pi (R^{2}-d^{2})}.
O Princípio de Cavalieri garante que se fatiarmos um sólido geométrico em várias posições transversais e deslocá-las ou reordená-las, ainda assim, o volume total dessas fatias seria igual ao volume desse sólido.
Consideremos então o sólido geométrico, formado por dois cones, unidos pelos vértices, denominado clepsidra, também conhecida como ampulheta, com o raio de suas bases igual a {\displaystyle R}. Sendo essa clepsidra delimitada pelos planos {\displaystyle \alpha }e {\displaystyle \beta }, a altura de cada cone será igual ao raio da esfera, ou seja, {\displaystyle R}.
Note que a clepsidra será intersectada pelo plano {\displaystyle \gamma }, e a secção transversal será um círculo de raio {\displaystyle r_{2}\neq r_{1}}. A área da secção da pode ser obtida por {\displaystyle {A_{S}}_{2}=\pi {r_{2}}^{2}}.
Como a altura do cone e o raio de sua base são iguais a {\displaystyle R}, na clepsidra, podemos utilizar a semelhança de triângulos, para deduzir que {\displaystyle R}está para {\displaystyle d} , assim como {\displaystyle R} está par a{\displaystyle r_{2}}, ou seja,
{\displaystyle {\frac {R}{d}}={\frac {R}{r_{2}}}\Rightarrow R.r_{2}=R.d\Rightarrow r_{2}=d}.
Daí temos que {\displaystyle {A_{S}}_{2}=\pi {r_{2}}^{2}\Rightarrow {A_{S}}_{2}=d^{2}}.
Entretanto, o Princípio de Cavaliere só pode ser aplicado a secções transversais que apresentem a mesma área, o que não é o caso. 
Construindo, entretanto, um cilindro de altura {\displaystyle 2R}e base de raio {\displaystyle R}em torno da clepsidra, podemos utilizar a anti-clepsidra, que trata-se do que resta do cilindro ao retirarmos a clepsidra de seu interior.
Observe que a seção transversal produzida pela interseção do plano {\displaystyle \gamma } com o cilindro terá seu raio medindo {\displaystyle R}. 
Então a área da secção transversal da anti-clepsidra, que denotaremos por {\displaystyle {A_{S}}_{3}}poderá ser obtida pela área do da secção transversal do cilindro, subtraindo-se a secção transversal da clepsidra.
Logo, temos {\displaystyle {A_{S}}_{3}=\pi {R}^{2}-\pi {d}^{2}}. Colocando {\displaystyle \pi }em evidência, temos que {\displaystyle {A_{S}}_{3}=\pi ({R}^{2}-{d}^{2})}.
Observe que temos {\displaystyle {A_{S}}_{3}={A_{S}}_{1}}, isto é, as áreas das secções transversais da anti-clepsidra e da esfera tem medidas iguais, então podemos utilizar o Princípio de Cavalieri, para encontrar o volume da esfera.
O volume da esfera será igual ao volume da anti-clepsidra, conforme nos garante Cavalieri, e o volume da anti-clepsidra pode ser obtido a partir dos volumes de dois sólidos cujas fórmulas são conhecidas: o cilindro e o cone.
O Volume do cilindro em questão e dado por  {\displaystyle V_{cilindro}=\pi .R^{2}.2R=2\pi .R^{3}}e o volume de cada cone dado por {\displaystyle V_{cone}={\frac {\pi .R^{2}.R}{3}}={\frac {\pi .R^{3}}{3}}}.
Assim, o volume da anti-clepsidra, ou seja, o volume da esfera, pode ser obtido, pelo volume do cilindro, subtraindo-se o volume da clepsidra (2 vezes o volume do cone).
Então, temos
{\displaystyle V_{esfera}=V_{anti-clepsidra}=V_{cilindro}-2.V_{cone}}
{\displaystyle \Rightarrow V_{esfera}=2\pi .R^{3}-2({\frac {\pi .R^{3}}{3}})\Rightarrow V_{esfera}=2\pi .R^{3}-{\frac {2\pi .R^{3}}{3}}}
{\displaystyle \Rightarrow V_{esfera}={\frac {6\pi .R^{3}-2\pi .R^{3}}{3}}}
{\displaystyle \Rightarrow V_{esfera}={\frac {4\pi .R^{3}}{3}}}. 
Portanto, utilizando o Princípio de Cavalieri, conseguimos deduzir que o volume da esfera é dado por {\displaystyle V_{esfera}={\frac {4\pi .R^{3}}{3}}}, como pretendíamos.

## Geogebra e o princípio de Cavalieri
Na plataforma do Geogebra.org é possível obter diversos materiais para simulação do princípio de Cavalieri, além das diversas atividades disponíveis para consultas e estudos.